# Michael Smith (dartspelare)
Michael Smith, född 18 september 1990, är en engelsk dartspelare. Han är vinnare av Grand Slam of Darts (2022) och regerande världsmästare efter hans vinst mot Michael van Gerwen i PDC World Darts Championship (VM) 2023. Denna finalmatch innehöll också det som många experter menar är sportens bästa "leg" genom tiderna. I detta "leg" lyckades Smith att vinna med minsta möjliga antal pilar, nämligen 9 stycken. Precis innan Smith lyckades med denna bedrift missade Michael van Gerwen en dubbel för att själv vinna detta "leg" med 9 pilar. Något liknande, att så många pilar från båda spelare landade i exakt dem segmenten på tavlan som siktades på i ett och samma "leg", hade aldrig hänt i sportens historia. 
Smith hade dittills tagit sig till två VM-finaler, men förlorat mot van Gerwen (2019) samt Peter Wright (2022). VM-titeln gjorde honom också till nummer 1 i PDC:s världsranking för första gången i hans karriär. 